# Rivierans guldgossar

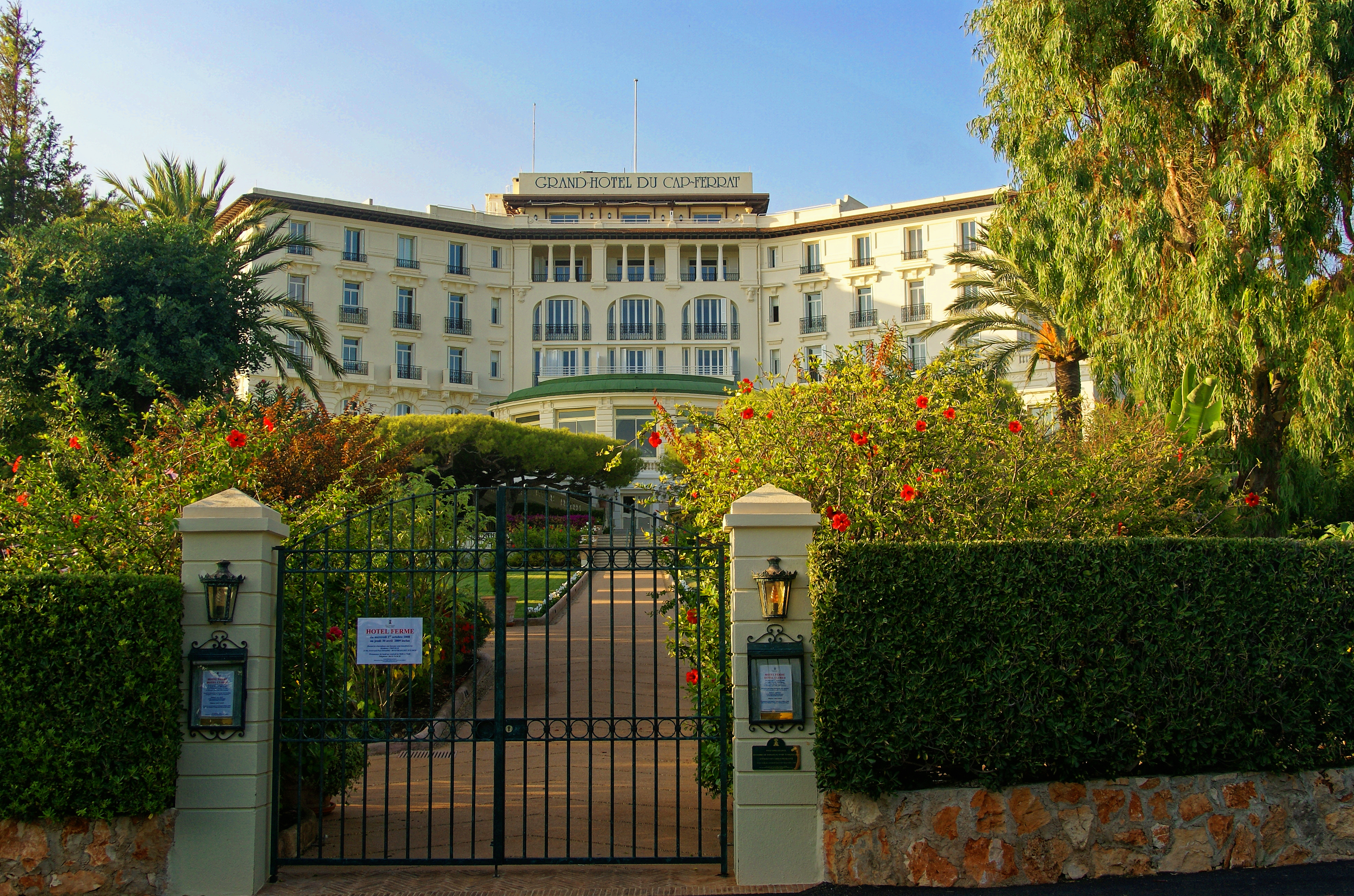
Flera scener spelades in vid hotellet Grand-Hôtel du Cap-Ferrat i Saint-Jean-Cap-Ferrat.

Rivierans guldgossar (engelska: Dirty Rotten Scoundrels) är en amerikansk komedi från 1988 i regi av Frank Oz, med Michael Caine, Steve Martin och Glenne Headly i huvudrollerna. Filmen hade Sverigepremiär den 28 juli 1989. Filmen är en nyinspelning av filmen Herre på täppan från 1964 i regi av Ralph Levy med Marlon Brando och David Niven som Freddy Benson och Lawrence Jameson.

## Handling
Lawrence Jamieson (Michael Caine) är en elegant engelsk sol-och-vårare som lurar av rika kvinnor pengar i en liten fiktiv stad på den franska rivieran. En dag kommer Freddy Benson (Steve Martin) till staden, en småkriminell skojare från USA. Jamieson är oklanderligt klädd och sofistikerad, medan Benson lurar till sig pengar med hjälp av sin fräckhet och charm. 
Jamieson vill inte få sina "jaktmarker" spolierade av en "ungtupp" utan lyckas med hjälp av den lokala polisen lura Benson ombord på ett flyg till USA. Av en händelse råkar Benson träffa på ett av Jamiesons offer på planet, och inser att Jamieson inte alls var den gentleman han utgav sig för att vara. Han återvänder till Frankrike och kräver att Jamieson ska lära honom allt han kan. Motvilligt går Jamieson med på Bensons krav, annars riskerar han att bli avslöjad som den sol-och-vårare han faktiskt är. Då de inser att staden är för liten för dem båda ingår de ett vad - den som först kan lura av den nyligen anlända amerikanska tvåldrottningen Janet Colgate (Glenne Headly) 50 000 dollar får stanna i staden.

## Rollista (urval)
- Steve Martin – Freddy Benson
- Michael Caine – Lawrence Jamieson
- Glenne Headly – Janet Colgate
- Anton Rodgers – Andre
- Barbara Harris – Fanny Eubanks
- Ian McDiarmid – Arthur
- Dana Ivey – Mrs. Reed
- Meagen Fay – Dam från Oklahoma
- Frances Conroy – Dam från Palm Beach
- Louis Zorich – Nikos, grekisk miljonär

## Produktion
Filmen spelades in på olika platser på den franska rivieran, bland annat i Alpes-Maritimes, Antibes, på flygplatsen i Cannes och i Nice. Jamiesons överdådiga villa ligger i verkligheten på Cap d’Antibes.